# Сарра, Тельмо
Те́льмо Сарраонайнди́я Монто́йя (исп. Telmo Zarraonaindía Montoya; 20 января 1921, Эрандио, Бискайя — 23 февраля 2006, Бильбао) более известный как Те́льмо Са́рра (исп. Telmo Zarra) — испанский футболист, нападающий. Занимает второе место (после Лионеля Месси) по количеству титулов лучшего бомбардира испанской Примеры. Является третьим игроком по количеству голов в чемпионате Испании после Лионеля Месси и Криштиану Роналду.

## Карьера
Тельмо Сарраонайндия, или просто Сарра, сын технического начальника Дона Тельмо Сарраонайндия Саласара и матери Донны Томасы Монтойи. Они оба были из этнической группы цыган. Сарра пошёл по стопам старшего брата, лауреата трофея Саморы в сезоне 1930—1931 лучшему вратарю Примеры. Но стал Тельмо нападающим. Он отыграл сезон в команде «Эрандьо», после чего подписал контракт с «Атлетик Бильбао» (в 1941 году клуб сменил название на «Атлетико Бильбао», следуя лингвистической политике Франко, согласно которой все неиспаноязычные имена и названия были запрещены), в котором прошла большая часть его карьеры.
Он дебютировал в первом испанском дивизионе 29 сентября 1940 года в матче с «Валенсией», забив оба мяча клуба, а матч закончился со счётом 2:2. В «Атлетико» он заработал свой первый трофей Пичичи, который выиграл ещё 5 раз. Его рекорд по количеству голов в чемпионате Испании (251 гол) был побит лишь в 2014 году Лионелем Месси. Он также установил продержавшийся 60 лет рекорд по количеству голов в одном сезоне (1950/51 — 38). Впоследствии этот рекорд повторил Уго Санчес в сезоне 1989/90, а в сезоне 2010/11 рекорд был побит Криштиану Роналду.
Несмотря на все свои достижения, Сарра сыграл в сборной только 20 матчей, забив 20 мячей, 4 из них в исторической игре, в которой Испания нанесла поражение 6:3 Швейцарии 18 февраля 1951 года. Он дебютировал в команде 11 марта 1945 года в игре с Португалией (2:2). Сарра стал автором знаменитого гола в Рио-де-Жанейро, в матче с Англией (1:0), позволившего Испании выйти в полуфинал чемпионата мира. На том чемпионате Сарра забил 4 мяча в 6-ти играх.
С «Атлетико» Сарра выиграл чемпионат Испании и 5 Кубков Короля, сформировав одну из самых известных линий нападения в истории испанского футбола (Сарра, Панисо, Рафа Ириондо, Венансио и Агустин Гаинса).
После ухода из «Атлетико» в 1955 он отыграл один сезон за «Индаутхи» и один за «Баракальдо» и закончил карьеру. Всего он провёл 277 матчей в высшем испанском дивизионе.
Он умер 23 февраля 2006 года от инфаркта. 27 февраля проходили похороны, а на день раньше «Атлетик» отдал последние почести игроку в матче с «Вильярреалом». В честь футболиста газета Марка утвердила приз Сарры, вручаемый лучшему бомбардиру-испанцу Национального чемпионата. Он забил за «Атлетико» 337 голов в 354 играх на всех уровнях. После его смерти стадион «Сан» провёл впечатляющую минуту молчания, во время которой игрался гимн клуба на рояле, а проведя минуту в тишине, весь стадион стал аплодисментами провожать футболиста.

### Матчи Сарры за сборную Испании
За сборную Испании он сыграл 20 матчей, в которых забил 20 голов.

## Достижения

### Командные
- Чемпион Испании: 1943
- Обладатель Кубка Испании (5): 1943, 1944, 1945, 1950, 1955
- Обладатель Суперкубка Испании: 1950

### Личные
- Лучший бомбардир чемпионата Испании (6): 1945, 1946, 1947, 1950, 1951, 1953
- Лучший бомбардир в истории Кубка Испании: 81 голов
- Лучший бомбардир в истории «Атлетик Бильбао»: 337 голов
- Рекордсмен «Атлетик Бильбао» по количеству голов в сезоне: 49 голов
- Рекордсмен «Атлетик Бильбао» по количеству голов в сезоне лиги: 38 голов

## Статистика выступлений
| Клуб             | Сезон            | Лига | Лига | Кубок Испании | Кубок Испании | Прочие | Прочие | Итого | Итого |
| Клуб             | Сезон            | Игры | Голы | Игры          | Голы          | Игры   | Голы   | Игры  | Голы  |
| ---------------- | ---------------- | ---- | ---- | ------------- | ------------- | ------ | ------ | ----- | ----- |
| Эрандио          | 1938/39          | -    | -    | 0             | 0             | 6      | 5      | 6     | 5     |
| Эрандио          | 1939/40          | 13   | 10   | 0             | 0             | 8      | 6      | 21    | 16    |
| Эрандио          | Итого            | 13   | 10   | 0             | 0             | 14     | 11     | 27    | 21    |
| Атлетико Бильбао | 1940/41          | 8    | 6    | 0             | 0             | -      | -      | 8     | 6     |
| Атлетико Бильбао | 1941/42          | 20   | 15   | 8             | 11            | -      | -      | 28    | 26    |
| Атлетико Бильбао | 1942/43          | 17   | 17   | 8             | 8             | -      | -      | 25    | 25    |
| Атлетико Бильбао | 1943/44          | 21   | 12   | 10            | 10            | -      | -      | 31    | 22    |
| Атлетико Бильбао | 1944/45          | 26   | 20   | 9             | 14            | -      | -      | 35    | 34    |
| Атлетико Бильбао | 1945/46          | 18   | 24   | 2             | 0             | 1      | 2      | 21    | 26    |
| Атлетико Бильбао | 1946/47          | 24   | 33   | 6             | 3             | -      | -      | 30    | 36    |
| Атлетико Бильбао | 1947/48          | 16   | 9    | 0             | 0             | 0      | 0      | 16    | 9     |
| Атлетико Бильбао | 1948/49          | 26   | 22   | 10            | 9             | 0      | 0      | 36    | 31    |
| Атлетико Бильбао | 1949/50          | 26   | 24   | 7             | 13            | 0      | 0      | 33    | 37    |
| Атлетико Бильбао | 1950/51          | 30   | 38   | 6             | 8             | 2      | 3      | 38    | 49    |
| Атлетико Бильбао | 1951/52          | 5    | 3    | 0             | 0             | 0      | 0      | 5     | 3     |
| Атлетико Бильбао | 1952/53          | 29   | 24   | 7             | 5             | 0      | 0      | 36    | 29    |
| Атлетико Бильбао | 1953/54          | 5    | 2    | 1             | 0             | 0      | 0      | 6     | 2     |
| Атлетико Бильбао | 1954/55          | 6    | 2    | 0             | 0             | -      | -      | 6     | 2     |
| Атлетико Бильбао | Итого            | 277  | 251  | 74            | 81            | 3      | 5      | 354   | 337   |
| Индаучу          | 1955/56          | 27   | 17   | 0             | 0             | -      | -      | 27    | 17    |
| Индаучу          | Итого            | 27   | 17   | 0             | 0             | 0      | 0      | 27    | 17    |
| Баракальдо       | 1956/57          | 12   | 2    | 0             | 0             | -      | -      | 12    | 2     |
| Баракальдо       | Итого            | 12   | 2    | 0             | 0             | 0      | 0      | 12    | 2     |
| Всего за карьеру | Всего за карьеру | 329  | 280  | 74            | 81            | 17     | 16     | 420   | 377   |